# Матч СССР — США по лёгкой атлетике 1985
Матч СССР — США — Япония по лёгкой атлетике 1985 года прошёл в Токио 21—22 сентября на национальном стадионе.
В рамках соревнования проходили три матча: СССР — США, СССР — Япония и США — Япония. Сборная СССР выиграла оба своих матча; сборная США выиграла у хозяев.
Это был не первый матч в серии с участием других команд, прошедший за пределами СССР и США — уже были матч СССР — США — НРБ в 1975 году и несколько матчей по многоборью.
Это был первый матч в серии, прошедший за пределами СССР и США по полной программе (матч СССР — США — Канада по легкоатлетическому многоборью 1979 года прошёл в Квебеке).
Матч 1985 года завершал эту серию. После него были ещё четырёхсторонний матч 1989 года в Бирмингеме и несколько разных матчей в помещении. Они уже не имели такого успеха.

## Результаты

### Личный зачёт

#### 100 метров
| Мужчины | Мужчины           | Мужчины   | Женщины | Женщины             | Женщины   |
| Место   | Спортсмен         | Результат | Место   | Спортсменка         | Результат |
| ------- | ----------------- | --------- | ------- | ------------------- | --------- |
| 1       | Карл Льюис        | 10,12     | 1       | Марина Жирова       | 11,14     |
| 2       | Харви Гланс       | 10,22     | 2       | Антонина Настобурко | 11,39     |
| 3       | Николай Юшманов   | 10,25     | 3       | Пэм Маршалл         | 11,45     |
| 4       | Владимир Муравьёв | 10,31     | 4       |                     |           |
| 5       |                   |           | 5       | Эмико Кониси        | 12,09     |
| 6       |                   |           | 6       | Тосиэ Китада        | 12,11     |

#### 200 метров
| Мужчины | Мужчины            | Мужчины   |
| Место   | Спортсмен          | Результат |
| ------- | ------------------ | --------- |
| 1       | Кирк Баптист       | 20,34     |
| 2       | Александр Евгеньев | 20,53     |
| 3       | Дуэйн Эванс        | 20,54     |
| 4       | Владимир Муравьёв  | 20,63     |
| 5       |                    |           |
| 6       | Кэндзи Ямаути      | 21,73     |

| Женщины | Женщины           | Женщины         |
| Место   | Спортсменка       | Результат       |
| ------- | ----------------- | --------------- |
| в/к     | Марина Жирова     | 22,45[уточнить] |
| 1       | Ольга Владыкина   | 22,53           |
| 2       | Эльвира Барбашина | 22,90           |
| 3       | Пэм Маршалл       | 22,96           |
| 4       |                   |                 |
| 5       | Xироми Исодзаки   | 24,52           |
| 6       | Xитоми Косимото   | 24,59           |

#### 400 метров
| Мужчины | Мужчины         | Мужчины   | Женщины | Женщины         | Женщины   |
| Место   | Спортсмен       | Результат | Место   | Спортсменка     | Результат |
| ------- | --------------- | --------- | ------- | --------------- | --------- |
| 1       | Майкл Фрэнкс    | 45,06     | 1       | Ольга Владыкина | 49,18     |
| 2       | Владимир Крылов | 45,52     | 2       | Мария Пинигина  | 49,61     |
| 3       | Рей Армстид     | 46,04     | 3       | Лилли Литервуд  | 53,07     |
| 4       | Владимир Просин | 46,21     | 4       | Роберта. Белл   | 54,72     |
| 5       |                 |           | 5       |                 |           |
| 6       | Xироми Кавасуми | 47,19     | 6       |                 |           |

#### 800 метров
| Мужчины | Мужчины         | Мужчины   | Женщины | Женщины              | Женщины   |
| Место   | Спортсмен       | Результат | Место   | Спортсменка          | Результат |
| ------- | --------------- | --------- | ------- | -------------------- | --------- |
| 1       | Виктор Калинкин | 1.47,17   | 1       | Надежда Олизаренко   | 1.58,07   |
| 2       | Дэвид Мэк       | 1.47,70   | 2       | Екатерина Подкопаева | 1.59,02   |
| 3       | Леонид Масунов  | 1.47,84   | 3       | Джоэтта Кларк        | 2.04,59   |
| 4       | Дуглас Падилья  | 1.48,87   | 4       |                      |           |
| 5       |                 |           | 5       | Сюзанна Жирар        | 1.48,87   |
| 6       |                 |           | 6       |                      |           |

#### 1500 метров
| Мужчины | Мужчины       | Мужчины   | Женщины | Женщины            | Женщины   |
| Место   | Спортсмен     | Результат | Место   | Спортсменка        | Результат |
| ------- | ------------- | --------- | ------- | ------------------ | --------- |
| 1       | Игорь Лоторёв | 3.41,83   | 1       | Равиля Аглетдинова | 4.06,08   |
| 2       | Павел Яковлев | 3.42,50   | 2       | Замира Зайцева     | 4.07,14   |
| 3       | Крейг Масбак  | 3.44,78   | 3       | Л. Уоррен          | 4.12,89   |
| 4       |               |           | 4       | Сюзанна Жирар      | 4.22,79   |
| 5       |               |           | 5       |                    |           |
| 6       |               |           | 6       |                    |           |

#### 5000/3000 метров
| Мужчины | Мужчины           | Мужчины   | Женщины | Женщины            | Женщины   |
| Место   | Спортсмен         | Результат | Место   | Спортсменка        | Результат |
| ------- | ----------------- | --------- | ------- | ------------------ | --------- |
| 1       | Дуглас Падилья    | 15.15,93  | 1       | Мэри Найсли        | 8.49,97   |
| 2       |                   |           | 2       | Замира Зайцева     | 8.52,09   |
| 3       | Геннадий Темников | 15.16,68  | 3       | Татьяна Позднякова | 8.58,20   |
| 4       |                   |           | 4       |                    |           |
| 5       | Алан Шэрсу        | 15.17,11  | 5       |                    |           |
| 6       | Александр Худяков | 15.17,61  | 6       |                    |           |

#### 10 000 метров
| Мужчины | Мужчины                 | Мужчины   | Женщины | Женщины           | Женщины   |
| Место   | Спортсмен               | Результат | Место   | Спортсменка       | Результат |
| ------- | ----------------------- | --------- | ------- | ----------------- | --------- |
| 1       | Сюити Ёнэсигэ           | 28.39,04  | 1       | Ольга Бондаренко  | 32.53,36  |
| 2       | Джефф Дрент             | 28.45,18  | 2       | Светлана Гуськова | 33.01,50  |
| 3       | Олег Стрижаков          | 28.50,15  | 3       |                   |           |
| 4       |                         |           | 4       | Сатоси Като       | 28.54,03  |
| 5       | Марк Андерсон[уточнить] | 28.55,26  | 5       |                   |           |
| 6       | Виктор Чумаков          | 29.07,97  | 6       |                   |           |

#### 110/100 метров с барьерами
| Мужчины | Мужчины                    | Мужчины   | Женщины | Женщины           | Женщины   |
| Место   | Спортсмен                  | Результат | Место   | Спортсменка       | Результат |
| ------- | -------------------------- | --------- | ------- | ----------------- | --------- |
| 1       | Тони Кэмпбелл              | 13,47     | 1       | Светлана Гусарова | 12,76     |
| 2       |                            |           | 2       |                   |           |
| 3       | Клетус Кларк               | 13,87     | 3       |                   |           |
| 4       |                            |           | 4       |                   |           |
| —       | Игорь Казанов              | DSQ       | 5       |                   |           |
| —       | Тосихико Ивасаки[уточнить] | DSQ       | 6       |                   |           |

#### 400 метров с барьерами
| Мужчины | Мужчины            | Мужчины   | Женщины | Женщины                      | Женщины   |
| Место   | Спортсмен          | Результат | Место   | Спортсменка                  | Результат |
| ------- | ------------------ | --------- | ------- | ---------------------------- | --------- |
| 1       | Александр Васильев | 49,67     | 1       | Маргарита Хромова-Пономарёва | 55,83     |
| 2       |                    |           | 2       |                              |           |
| 3       |                    |           | 3       | Джуди Браун-Кинг             | 57,07     |
| 4       | Владимир Будько    | 50,46     | 4       |                              |           |
| 5       |                    |           | 5       |                              |           |
| 6       | Сигенори Омори     | 52,03     | 6       |                              |           |

#### 3000 метров с препятствиями
| Место | Спортсмен         | Результат |
| ----- | ----------------- | --------- |
| 1     | Хенри Марш        | 8.30,75   |
| 2     | Иван Коновалов    | 8.31,68   |
| 3     | Александр Худяков | 8.33,66   |
| 4     | Сигеюки Айкё      | 8.36,98   |
| 5     |                   |           |
| 6     |                   |           |

#### Ходьба 20 км
Советские спортсмены не участвовали.
| Место | Спортсмен         | Результат |
| ----- | ----------------- | --------- |
| 1     | Такехиро Сонохара | 1:36.38   |
| 2     | Гэри Морган       | 1:38.22   |
| 3     | И. Оуе            | 1:39.08   |
| 4     | Рей Функхаузер    | 1:40.25   |

#### 4×100 метров
| Мужчины | Мужчины                                                                                   | Мужчины   | Женщины | Женщины                                                                    | Женщины   |
| Место   | Команда                                                                                   | Результат | Место   | Команда                                                                    | Результат |
| ------- | ----------------------------------------------------------------------------------------- | --------- | ------- | -------------------------------------------------------------------------- | --------- |
| 1       | Сборная Харви Гланс Кирк Баптист Кэлвин Смит Карл Льюис                                   | 38,28     | 1       | Сборная Антонина Настобурко Наталья Бочина Марина Жирова Эльвира Барбашина | 42,37     |
| 2       | Сборная Николай Юшманов Александр Семёнов Александр Евгеньев Владимир Муравьёв            | 38,87     | 2       | Сборная Кэтрин Уоллес Сюзанна Шурр Э. Смит Пэм Маршалл                     | 43,59     |
| 3       | Сборная Каору Мацубара Кодзи Курихара[уточнить] Xидэюки Арикава Кадзунори Асаба[уточнить] | 39,84     | 3       | Сборная Эмико Кониси[уточнить] Тоси Китада И. Курата Xироми Исодзаки       | 45,97     |

#### 4×400 метров
| Мужчины | Мужчины                                                                      | Мужчины   | Женщины | Женщины                                                                 | Женщины   |
| Место   | Команда                                                                      | Результат | Место   | Команда                                                                 | Результат |
| ------- | ---------------------------------------------------------------------------- | --------- | ------- | ----------------------------------------------------------------------- | --------- |
| 1       | Сборная Уолтер Мак-Кой Рей Армстид Марк Роу Майкл Фрэнкс                     | 3.02,04   | 1       | Сборная Татьяна Алексеева Ирина Назарова Мария Пинигина Ольга Владыкина | 3.26,86   |
| 2       | Сборная Александр Трощило Владимир Крылов Александр Васильев Владимир Просин | 3.02,38   | 2       | Сборная Роберта Белл Сюзанна Шурр Джуди Браун-Кинг Лилли Литервуд       | 3.34.69   |
| 3       | Сборная Т. Судзуки Xироми Кавасуми Кэндзи Ямаути C. Судзуки                  | 3.07,29   | 3       | Сборная Xитоми Косимото К. Ямайя А. Наканиси Xироми Исозаки             | 3.42,71   |

#### Высота
| Мужчины | Мужчины            | Мужчины   |
| Место   | Спортсмен          | Результат |
| ------- | ------------------ | --------- |
| 1       | Игорь Паклин       | 2,30      |
| 2       |                    |           |
| 3       |                    |           |
| 4       |                    |           |
| в/к     | Геннадий Авдеенко  | 2, 20     |
| 5       |                    |           |
| —       | Рудольф Поварницын | —         |

| Женщины | Женщины       | Женщины   |
| Место   | Спортсменка   | Результат |
| ------- | ------------- | --------- |
| 1       | Тамара Быкова | 2,00      |
| 2       | Ольга Турчак  | 1,90      |
| 3       |               |           |
| 4       |               |           |
| 5       |               |           |
| 6       |               |           |

#### Шест
| Место | Спортсмен    | Результат |
| ----- | ------------ | --------- |
| 1     | Сергей Бубка | 5,70      |
| 2     |              |           |
| 3     |              |           |
| 4     |              |           |
| 5     |              |           |
| 6     |              |           |

#### Длина
| Мужчины | Мужчины         | Мужчины   | Женщины | Женщины          | Женщины   |
| Место   | Спортсмен       | Результат | Место   | Спортсменка      | Результат |
| ------- | --------------- | --------- | ------- | ---------------- | --------- |
| 1       | Карл Льюис      | 8,28      | 1       | Елена Коконова   | 7,10      |
| 2       | Роберт Эммиян   | 8,13      | 2       | Галина Чистякова | 7,10      |
| 3       | Сергей Лаевский | 7,98      | 3       | Кэрол Льюис      | 6,95      |
| 4       |                 |           | 4       |                  |           |
| 5       |                 |           | 5       |                  |           |
| 6       |                 |           | 6       |                  |           |

#### Тройной
| Место | Спортсмен     | Результат |
| ----- | ------------- | --------- |
| 1     | Уилли Бэнкс   | 17,10     |
| 2     | Олег Проценко | 17,10     |
| 3     |               |           |
| 4     |               |           |
| 5     |               |           |
| 6     |               |           |

#### Ядро
| Мужчины | Мужчины        | Мужчины   | Женщины | Женщины           | Женщины   |
| Место   | Спортсмен      | Результат | Место   | Спортсменка       | Результат |
| ------- | -------------- | --------- | ------- | ----------------- | --------- |
| 1       | Сергей Смирнов | 22,01     | 1       | Наталья Лисовская | 20,73     |
| 2       |                |           | 2       | Нуну Абашидзе     | 19,47     |
| 3       | Янис Боярс     | 21,31     | 3       |                   |           |
| 4       |                |           | 4       |                   |           |
| 5       |                |           | 5       |                   |           |
| 6       |                |           | 6       |                   |           |

#### Диск
| Мужчины | Мужчины              | Мужчины   | Женщины | Женщины          | Женщины   |
| Место   | Спортсмен            | Результат | Место   | Спортсменка      | Результат |
| ------- | -------------------- | --------- | ------- | ---------------- | --------- |
| 1       | Георгий Колноотченко | 68,98     | 1       | Галина Савинкова | 70,40     |
| 2       | Дмитрий Ковцун       | 65,02     | 2       | Галина Мурашова  | 60,92     |
| 3       | Джон Пауэлл          | 62,74     | 3       |                  |           |
| 4       |                      |           | 4       |                  |           |
| 5       |                      |           | 5       |                  |           |
| 6       |                      |           | 6       |                  |           |

#### Молот
| Место | Спортсмен  | Результат |
| ----- | ---------- | --------- |
| 1     | Юри Тамм   | 80,46     |
| 2     | Юрий Седых | 76,36     |
| 3     |            |           |
| 4     |            |           |
| 5     |            |           |
| 6     |            |           |

#### Копьё
| Мужчины | Мужчины       | Мужчины   | Женщины | Женщины         | Женщины   |
| Место   | Спортсмен     | Результат | Место   | Спортсменка     | Результат |
| ------- | ------------- | --------- | ------- | --------------- | --------- |
| 1       | Хейно Пуусте  | 85,08     | 1       | Ольга Гаврилова | 65,96     |
| 2       |               |           | 2       |                 |           |
| 3       |               |           | 3       |                 |           |
| 4       | Том Петранофф | 82,34     | 4       |                 |           |
| 5       |               |           | 5       |                 |           |
| 6       | Юрий Седых    | 36,36     | 6       | Галина Мурашова | 16,26     |

### Общий зачёт
|         | СССР — США | СССР — США | СССР — Япония | СССР — Япония | США — Япония | США — Япония |
| СССР    | США        | СССР       | Япония        | США           | Япония       |              |
| ------- | ---------- | ---------- | ------------- | ------------- | ------------ | ------------ |
| Мужчины | 104        | 114        | 138           | 79            | 141          | 81           |
| Женщины | 117        | 50         | 120           | 48            | 107          | 60           |
| Всего   | 221        | 164        | 258           | 127           | 248          | 141          |